# パリコミューン広場
パリ・コミューン広場 (ベトナム語: Công trường Công xã Paris) は、ベトナムのホーチミン市のダウンタウン1区にある小さな広場である。ル・ドゥアン大通りとグエン・ドゥ通りの間にあり、サイゴン大教会を取り囲んでいる。ここは、有名なドンコイ通りの出発点でもある。広場は、サイゴン大教会と中央郵便局という2つの素晴らしい建築物に囲まれている。

## 歴史

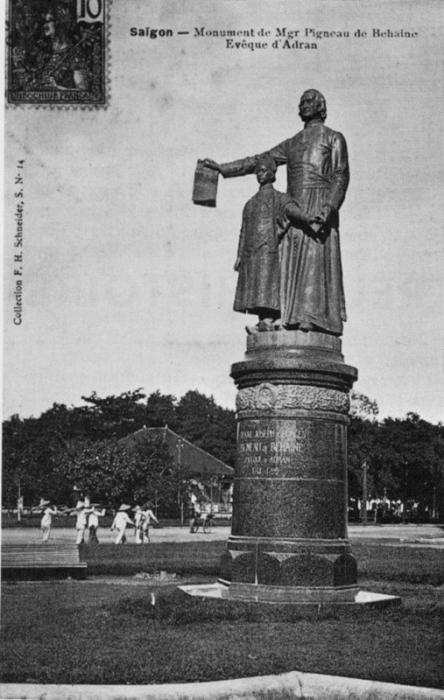
広場に立つピニョー・ド・ベーヌと景王子の銅像、1900年代頃

広場はもともと、プラス・ドゥ・ラ・カテドラル（フランス語: Place de la Cathédrale, 直訳すると「大聖堂広場」）と名付けられたフランスの植民地時代にさかのぼる。1903年、植民地政府は広場の中央にフランスのカトリック司祭ピニョー・ド・ベーヌと幼少の王子阮福景の銅像を建てた。1945年10月に取り壊され、空の像の台座が残された。ベトナム第一共和政下の1959年に聖母マリアに敬意を表して平和の聖母 (ベトナム語: Tượng Đức Bà Hòa Bình）の新しい像が建てられるまで、この場所には像がなかった。広場自体はホアビン広場（ベトナム語: Công trường Hòa Bình, 文字通り「平和の広場」）と呼ばれていた。1964年5月、南ベトナム政府は暗殺された米国大統領を称え、ジョン・F・ケネディ大統領広場 (ベトナム語: Công trường Tổng thống John F. Kennedy) に改名した。現在の名前は、サイゴン陥落後に造られたもので、文字通り「パリ・コミューン広場」を意味する。